# Julien Polti
Julien Polti, (París, 7 de junio de 1877-París, 29 de mayo de 1953) fue un arquitecto francés.

## Biografía
Nació el 7 de junio de 1877 en el V Distrito de París, hijo de Augusto Polti experto dibujante, hijo de inmigrantes italianos, y de Sarah Hirsh originaria de Irlanda, hermano del escritos surrealista Georges Polti. Se graduó como bachiller en el taller Guadet de la Escuela de Bellas Artes de París en 1893 y de la Escuela de Artes Decorativas donde obtuvo el título de arquitecto, siendo discípulo de Charles Genuys.
Fue socio de la Sociedad Nacional de Bellas Artes (SNBA), en 1903, miembro de la directiva del Consejo Superior de Bellas Artes, Jefe de Monumentos Históricos de París entre 1923 y 1924.
Fue designado como arquitecto consultor de la administración de los Ferrocarriles del Estado, encargado de la estación de Saint- Lazare, en 1920; participó en el diseño de varias estaciones en el Reino Unido, en la línea Châteaulin - Camaret, y la estación de Pont Cardinet en París en 1922.
Fue profesor en la Escuela de Arte Público (tiempo después Instituto de Planificación de la Universidad de París) desde 1917 hasta su retiro en 1945. Murió el 29 de mayo de 1953, en el VIII Distrito de París, sin dejar descendientes.

## Obras
- Estación de Pont Cardinet (París, Francia)
- Catedral Basílica de Nuestra Señora del Rosario  (Manizales, Colombia)
- Hotel Escorial (Manizales, Colombia)
- Palacio Episcopal (Cali, Colombia)
- Iglesia del Sagrado Corazón (Cali, Colombia)
- Restauración: 
  - Catedral de Besançon (Besanzón, Francia)
  - Iglesia de Notre Dame de la Couture (Le Mans, Francia)
  - Iglesia de Notre Dame de la Sainte Croix (Le Mans, Francia)
  - Salinas Reales de Arc-et-Senans (Francia)
- Rehabilitación:
  - Palacio Granvelle (Besanzón, Francia)
  - Museo del Tiempo (Besanzón, Francia)

Entre otros proyectos.
|                               |                       |                           |                         |  |  |
| Estación Pont Cardinet, París | Catedral de Manizales | Hotel Escorial, Manizales | Palacio Episcopal, Cali |  |  |